# Radical 126
Le radical 126, qui signifie "et" ou "mais", est un des 29 des 214 radicaux chinois répertoriés dans le dictionnaire de Kangxi composés de six traits.
Le caractère Unicode de 而 est 800C.

## Caractères avec le radical 126
| nombre de traits          | caractères     |
| ------------------------- | -------------- |
| Sans trait supplémentaire | 而             |
| 3 traits supplémentaires  | 耍 耎 耏 耐 耑 |